# União da Pátria - Democratas-Cristãos

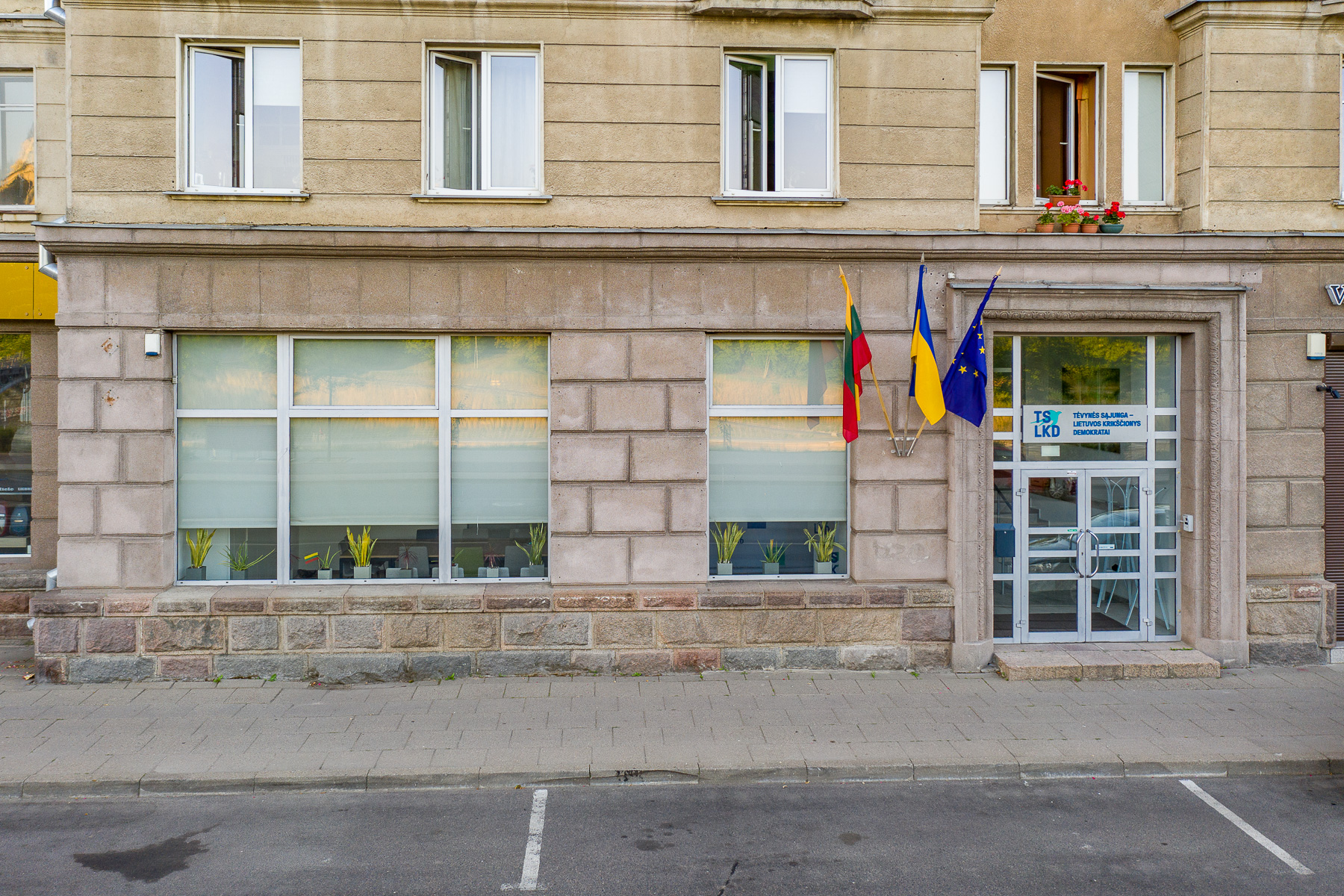

A União da Pátria - Democratas-Cristãos (em lituano: Tėvynės sąjunga – Lietuvos krikščionys demokratai, TS-LKD) é um partido político de centro-direita da Lituânia. Atualmente, o partido tem cerca de 12 mil membros e 50 membros no Seimas.
O TS-LKD é o principal partido de centro-direita do país, seguindo uma linha conservadora liberal e democrata-cristã, além de defender o liberalismo económico, bem como, tendo elementos nacionalistas. 
Embora, na década de 1990, o partido tenha liderado vários governos lituanos, recentemente, os democratas-cristãos têm sido relegados para a oposição, regressando ao poder em 2020.

## Resultados eleitorais

### Eleições legislativas
| Data | Líder                  | M. Proporcional | M. Proporcional | M. Proporcional | M. Proporcional | M. Proporcional | M. Uninominal | M. Uninominal  | M. Uninominal  | M. Uninominal | M. Uninominal | Deputados | +/- | Estatuto |
| Data | Líder                  | Cl.             | Votos           | %               | +/-             | D               | Cl.           | Votos          | %              | +/-           | D             | Deputados | +/- | Estatuto |
| ---- | ---------------------- | --------------- | --------------- | --------------- | --------------- | --------------- | ------------- | -------------- | -------------- | ------------- | ------------- | --------- | --- | -------- |
| 1996 | Vytautas Landsbergis   | 1.º             | 409 585         | 31,34 / 100,00  |                 | 33              | 1.º           | 376 081        | 28,65 / 100,00 |               | 2             | 70 / 141  |     | Governo  |
| 1996 | Vytautas Landsbergis   | 1.º             | 409 585         | 31,34 / 100,00  | 1.º             | 33              | 407 645       | 42,40 / 100,00 |                | 35            |               | 70 / 141  |     | Governo  |
| 2000 | Vytautas Landsbergis   | 4.º             | 126 850         | 8,62 / 100,00   | 22,72           | 8               | 6.º           | 104 631        | 7,14 / 100,00  | 21,51         | 1             | 9 / 141   | 61  | Oposição |
| 2004 | Andrius Kubilius       | 3.º             | 176 409         | 14,75 / 100,00  | 6,13            | 11              | 2.º           | 167 220        | 14,41 / 100,00 | 7,27          | 0             | 25 / 141  | 16  | Oposição |
| 2004 | Andrius Kubilius       | 3.º             | 176 409         | 14,75 / 100,00  | 6,13            | 11              | 2.º           | 168 296        | 17,48 / 100,00 |               | 14            | 25 / 141  | 16  | Oposição |
| 2008 | Andrius Kubilius       | 1.º             | 243 823         | 19,72 / 100,0   | 4,97            | 18              | 1.º           | 240 408        | 19,57 / 100,00 | 5,16          | 0             | 45 / 141  | 20  | Governo  |
| 2008 | Andrius Kubilius       | 1.º             | 243 823         | 19,72 / 100,0   | 4,97            | 18              | 1.º           | 283 629        | 35,45 / 100,00 | 17,97         | 27            | 45 / 141  | 20  | Governo  |
| 2012 | Andrius Kubilius       | 3.º             | 206 590         | 15,75 / 100,0   | 3,97            | 13              | 3.º           | 215 257        | 16,66 / 100,00 | 2,91          | 0             | 33 / 141  | 12  | Oposição |
| 2012 | Andrius Kubilius       | 3.º             | 206 590         | 15,75 / 100,0   | 3,97            | 13              | 1.º           | 233 515        | 28,21 / 100,00 | 7,24          | 20            | 33 / 141  | 12  | Oposição |
| 2016 | Gabrielius Landsbergis | 1.º             | 276 275         | 22,63 / 100,0   | 6,88            | 20              | 1.º           | 258 835        | 21,57 / 100,00 | 4,91          | 1             | 31 / 141  | 2   | Oposição |
| 2016 | Gabrielius Landsbergis | 1.º             | 276 275         | 22,63 / 100,0   | 6,88            | 20              | 2.º           | 247 920        | 28,06 / 100,00 | 0,15          | 10            | 31 / 141  | 2   | Oposição |
| 2020 | Gabrielius Landsbergis | 1.º             | 292 124         | 25,77 / 100,0   | 3,14            | 23              | 1.º           | 268 919        | 24,16 / 100,00 | 3,59          | 1             | 50 / 141  | 19  | Governo  |
| 2020 | Gabrielius Landsbergis | 1.º             | 292 124         | 25,77 / 100,0   | 3,14            | 23              | 1.º           | 356 599        | 40,17 / 100,00 | 12,11         | 26            | 50 / 141  | 19  | Governo  |
| 2024 |                        |                 |                 |                 |                 |                 |               |                |                |               |               |           |     |          |

### Eleições presidenciais
| Data    | Candidatura apoiada   | 1ª Volta | 1ª Volta | 1ª Volta       | 2ª Volta | 2ª Volta | 2ª Volta       | Notas                   |
| Data    | Candidatura apoiada   | Cl.      | Votos    | %              | Cl.      | Votos    | %              | Notas                   |
| ------- | --------------------- | -------- | -------- | -------------- | -------- | -------- | -------------- | ----------------------- |
| 1993    | Stasys Lozoraitis Jr. | 2.º      | 772 922  | 38,94 / 100,00 |          |          |                | Candidato independente. |
| 1997-98 | Vytautas Landsbergis  | 3.º      | 294 881  | 15,92 / 100,00 |          |          |                |                         |
| 2002-03 | Valdas Adamkus        | 1.º      | 514 154  | 35,53 / 100,00 | 2.º      | 643 870  | 45,29 / 100,00 | Candidato independente. |
| 2004    | Petras Auštrevičius   | 3.º      | 240 413  | 19,30 / 100,00 |          |          |                | Candidato independente. |
| 2009    | Dalia Grybauskaitė    | 1.º      | 950 407  | 69,09 / 100,00 |          |          |                | Candidata independente. |
| 2014    | Dalia Grybauskaitė    | 1.º      | 612 485  | 46,64 / 100,00 | 1.º      | 701 999  | 59,08 / 100,00 | Candidata independente. |
| 2019    | Ingrida Šimonytė      | 1.º      | 446 719  | 31,53 / 100,00 | 2.º      | 443 394  | 33,47 / 100,00 | Candidata independente. |

### Eleições europeias
| Data | Cabeça de lista        | Cl. | Votos   | %              | +/-   | Deputados | +/- |
| ---- | ---------------------- | --- | ------- | -------------- | ----- | --------- | --- |
| 2004 | Laima Andrikienė       | 3.º | 151 833 | 12,58 / 100,00 |       | 2 / 13    |     |
| 2009 | Laima Andrikienė       | 1.º | 147 756 | 26,86 / 100,00 | 14,28 | 4 / 12    | 2   |
| 2014 | Gabrielius Landsbergis | 1.º | 199 393 | 17,43 / 100,00 | 9,43  | 2 / 11    | 2   |
| 2019 | Andrius Kubilius       | 1.º | 248 736 | 19,74 / 100,00 | 2,31  | 3 / 11    | 2   |